# Daniel Sonesson
Henrik Daniel Sonesson, född 16 augusti 1977 i Fässbergs församling, är en svensk företagsledare och politiker. Han är sedan 24 september 2023 partiledare för Medborgerlig samling.

## Biografi
Daniel Sonesson, som bor i Österåkers kommun, är verkställande direktör för det börsnoterade fintechbolaget Quickbits och för rekryteringsplattformen Lovorda. Han var under åren 2017–2018 verkställande direktör för företagsinkubatorn SUP46.

## Politisk verksamhet
Fram till 20-årsåldern var Sonesson aktiv i Moderaterna.
Under Sonessons ledning publicerade företagsinkubatorn SUP46 2018 en andra version av startupmanifestet, ett manifest som innehöll techsektorns krav på svenska politiker.
Inför riksdagsvalet 2022 utvecklade Daniel Sonesson tillsammans med sin bror Martin webbtidningen Bulletins valkompass.
Daniel Sonesson gick med som medlem i Medborgerlig samling under våren 2022 och valdes till partiledare för partiet den 24 september 2023.